# 日本赤十字広島看護大学
日本赤十字広島看護大学（にっぽんせきじゅうじひろしまかんごだいがく、英語: The Japanese Red Cross Hiroshima College of Nursing）は、広島県廿日市市阿品台東1番2号に本部を置く日本の私立大学。2000年創立、2000年大学設置。大学の略称は日赤広島看護大。

## 概要
- 所在：広島県廿日市市阿品台東1-2
- 名誉学長：稲岡文昭
- 学長：小山眞理子
- 看護学部長：村田由香
- 研究科長：百田武司

## 沿革
- 2000年 現在地に日本赤十字広島看護大学開学。看護学部看護学科を設置。
- 2004年 大学院看護学研究科（修士課程）を設置。
- 2009年 看護学部に助産師教育課程、認定看護師教育課程を開設。
- 2009年 大学院看護学研究科（修士課程）に専門看護師コース開設。
- 2016年 大学院看護学研究科共同看護学専攻博士課程　開設

## 教育および研究

### 組織

#### 学部
- 看護学部
  - 看護学科

#### 大学院
- 看護学研究科
  - 看護学専攻（修士課程）

- 教育・研究者コース
  - 基礎看護学領域
  - 看護教育・管理学領域
  - 母性看護学領域
  - 小児看護学領域
  - 成人看護学領域
  - 老年看護学領域
  - 精神看護学領域
  - 地域看護学領域

- 専門看護師コース
  - 小児看護学領域
  - がん看護学領域
  - 精神看護学領域
  - 災害看護学領域

- 共同看護学専攻（博士課程）

## 学生生活

### 学内奨学金
学部生向け
- 新入生に対する特待生制度
- 在学生に対する特待生制度

大学院生向け
- 日本赤十字社看護師同方会奨学資金

その他
- 日本赤十字社看護師同方会奨学資金

### 関連施設奨学金
中国・四国地方ブロックの赤十字社施設奨学金制度
- 鳥取赤十字病院
- 松江赤十字病院
- 益田赤十字病院
- 岡山赤十字病院
- 庄原赤十字病院

- 三原赤十字病院
- 山口赤十字病院
- 小野田赤十字病院
- 徳島赤十字病院
- 高松赤十字病院

## アクセス
- 広島電鉄宮島線 広電阿品駅・JR山陽本線 阿品駅から、日赤看護大学行きもしくは日赤看護大学経由便に乗車約10分、「日赤看護大学」バス停下車[1]
  - 15,16 阿品台線（広電バス[2]）
  - 55 廿日市さくらバス 阿品台ルート